# Larry David
Lawrence Gene David (Nueva York, 2 de julio de 1947), más conocido como Larry David, es un comediante, escritor, actor, director y productor de televisión estadounidense. Él y Jerry Seinfeld crearon la serie de televisión Seinfeld, de la cual David fue el escritor principal y productor ejecutivo desde 1989 hasta 1997. Posteriormente, David obtuvo un mayor reconocimiento por la serie de HBO Curb Your Enthusiasm, que también creó, en la que interpreta a una versión semi-ficticia de sí mismo.
El trabajo de David le hizo ganar un Premio Primetime Emmy a la mejor serie de comedia en 1993. Anteriormente, era un comediante, David entró en comedia de televisión, escribiendo y protagonizando los viernes de ABC, además de escribir brevemente para Saturday Night Live. Ganó dos Primetime Emmy Awards y fue votado por comediante como la 23.ª estrella de comedia más grande en una encuesta británica de 2004 para seleccionar "The Comedian's Comedian".

## Primeros años
David nació en el barrio de Sheepshead Bay, en Brooklyn, Nueva York. Sus padres son Rose (registrada al nacer con el nombre Regina Brandes) y Mortimer Julius "Morty" David, fabricante de ropa para hombres, y tiene un hermano mayor llamado Ken. La familia de David es judía. Su familia paterna se mudó de Alemania a los Estados Unidos durante el siglo XIX, mientras que la madre de David nació en Ternópol, en la Galicia austriaca, actual Ucrania. David se graduó de Sheepshead Bay High School y luego de la University of Maryland, College Park, donde era de la hermandad de Tau Epsilon Phi en la década de 1960, con una licenciatura en historia. Fue mientras estaba en la universidad cuando David comenzó a desarrollar su versión de las cosas y descubrió que podía hacer reír a la gente, simplemente siendo él mismo. Después de la universidad, David se alistó en la Reserva del Ejército de los Estados Unidos.

## Carrera
Como comediante, Larry David también trabajó como empleado de una tienda, conductor de limusinas e historiador. Vivía en Manhattan Plaza, un complejo de viviendas subsidiado por el gobierno federal en el vecindario Hell's Kitchen de Manhattan, frente a Kenny Kramer, la inspiración para el personaje de Cosmo Kramer en Seinfeld. Luego, David se convirtió en escritor y miembro del reparto de los viernes de ABC a partir de 1980 a 1982, y en escritor para Saturday Night Live de la NBC desde 1984 hasta 1985. Durante su tiempo en SNL, solo pudo obtener un sketch en el programa, que se emitió a las 12:50 AM, la última franja horaria del programa.
David renunció a su trabajo como escritor en SNL en la primera temporada, solo para presentarse de nuevo en el trabajo dos días después, actuando como si nada hubiera pasado. Ese evento inspiró un episodio de la segunda temporada de Seinfeld titulado "The Revenge". David conoció a sus futuras estrellas de Seinfeld durante la primera etapa de su carrera: trabajó con Michael Richards (Kramer) los viernes y con Julia Louis-Dreyfus (Elaine) en SNL. Se le puede escuchar a Michael McKean cuando McKean fue sede de SNL en 1984, y se le puede ver en el bosquejo de "The Run, Throw, and Catch Like a Girl Olympics" cuando Howard Cosell fue sede de la final de temporada en 1985.

### Seinfeld
En 1989, David se asoció con el comediante Jerry Seinfeld para crear un piloto para la NBC llamado Crónicas de Seinfeld, que se convirtió en la base para Seinfeld, uno de los programas más exitosos de la historia, llegó a la primera posición en la lista de los mejores programas de televisión de la historia, según TV Guide. Entertainment Weekly la clasificó como el tercer mejor programa de televisión de todos los tiempos. David hizo apariciones no acreditadas ocasionales en el programa, interpretando roles como el abogado de Frank Costanza y la voz de George Steinbrenner. También fue la principal inspiración para el personaje de la serie George Costanza. David dejó Seinfeld en términos amistosos después de la séptima temporada, pero regresó para escribir el final de la serie en 1998, dos años después. También continuó proporcionando la voz para el personaje de Steinbrenner.
David escribió 62 de los episodios de Seinfeld, incluido "The Contest" de 1992, por el que ganó un Premio Primetime Emmy y que TV Guide clasificó al episodio N.º 1 en su lista de "Los 100 mejores episodios de TV de todos los tiempos". La redifusión de Seinfeld le valió a David un valor estimado de 250 millones de dólares solo en 1998. Esta cantidad ha disminuido constantemente cada año, pero los pagos continuarán hasta que se hayan pagado los 1.700 millones de dólares completos del acuerdo de redifusión original. En 2008, David ganó 55 millones de dólares de la redifusión de Seinfeld, las ventas de DVD y Curb Your Enthusiasm. Fue nominado para un premio Emmy 19 veces por Seinfeld, ganando dos veces, una para la mejor comedia y otro por el guion.

### Curb Your Enthusiasm

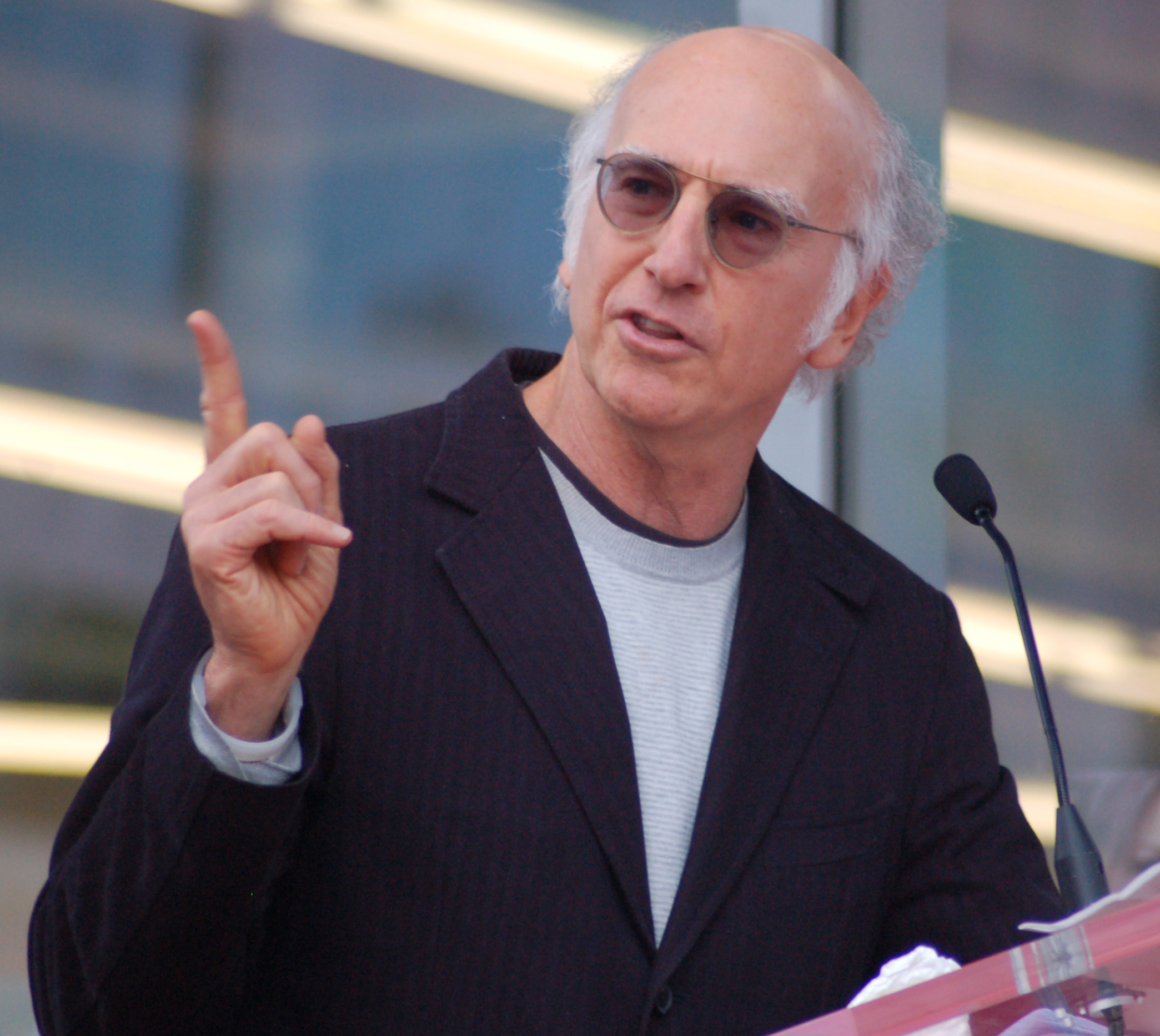
David en diciembre de 2009

El 17 de octubre de 1999, el canal de televisión por cable de HBO transmitió el especial de 1 hora de David, Larry David: Curb Your Enthusiasm. Esto fue seguido por Curb Your Enthusiasm, una serie de televisión en HBO que emitió su primer episodio el 15 de octubre de 2000. El programa retoma muchos de los temas de Seinfeld, y se improvisa a partir de un resumen de la historia de varias páginas que David escribe (a partir de la quinta temporada, se contrataron escritores adicionales).
Los actores improvisan su diálogo basado en el entorno de la historia, la dirección y su propia creatividad. David ha dicho que su personaje en el programa, una versión ficticia de sí mismo, es lo que sería en la vida real si careciera de conciencia social y sensibilidad. Las numerosas y frecuentes fallas sociales, los malentendidos y las coincidencias irónicas del personaje son la base de gran parte de la comedia del espectáculo y han llevado a la entrada en el léxico de la cultura pop estadounidense de la expresión "momento de Larry David", lo que significa una situación social inadvertida y torpe.
La base del espectáculo son los eventos en la vida de David luego de la fortuna que ganó de la serie Seinfeld; David, semirretirado, se esfuerza por vivir una vida plena. Junto a David está su esposa Cheryl (interpretada por Cheryl Hines), su mánager y mejor amigo Jeff (interpretado por Jeff Garlin) y la esposa de Jeff Susie (interpretada por Susie Essman). 
Las celebridades, incluidos los cómicos Bob Einstein, Wanda Sykes y Richard Lewis, aparecen regularmente en el programa. Los actores Ted Danson y Mary Steenburgen han tenido roles recurrentes haciendo de ellos mismos.
El programa es aclamado por la crítica y ha sido nominado a 30 Primetime Emmy Awards, con un premio ganado, así como otro Globo de Oro. En las primeras seis temporadas, Julia Louis-Dreyfus y Jason Alexander aparecieron en varios episodios, y Jerry Seinfeld hizo un cameo. En la temporada 7, el elenco de Seinfeld, incluyendo a Michael Richards, regresó en una historia sobre el intento de David de organizar una reunión especial de Seinfeld. 
El miércoles 2 de junio de 2010, la serie se estrenó en TV Guide Network, haciendo su debut en la cadena de televisión. TV Guide Network también produjo una serie de debates con estrellas invitadas de alto perfil, expertos de los medios y prominentes figuras sociales llamadas "Curb: The Discussion", en el que debaten las implicaciones morales que se muestran en cada episodio. Se cita a David diciendo: "Finalmente, gracias a TV Guide Network, tendré la oportunidad de ver a personas reales e inteligentes debatir y debatir los problemas abordados en 'Curb'. Ahora, si solo alguien pudiera decirme dónde está esta supuesta 'Cadena', podría incluso verla".

### Otros proyectos
David también ha participado en otras películas y series de televisión. David escribió y dirigió la película de 1998 Sour Grapes, sobre dos primos que se pelean por un premio mayor de casino. No fue ni un éxito comercial ni crítico. Apareció en dos películas de Woody Allen en la década de 1980 –Días de radio e historias de Nueva York– antes de tomar el papel principal en la película de comedia con sede en Nueva York de Whatever, Whatever Works (2009). David tuvo un cameo en la serie de HBO Entourage como cliente de Ari Gold, y debido a que sus hijas eran fanáticas de Hannah Montana, David, junto con sus hijas, con estrellas invitadas, como ellas mismas, en el episodio "My Best Friend's Boyfriend" en el que esperaban una mesa en un elegante restaurante. [cita requerida]  Durante las elecciones presidenciales de Estados Unidos de 2008, David apoyó y realizó una campaña activa por Barack Obama. En diciembre de 2010, David escribió un artículo de opinión para The New York Times, una crítica sardónica de la extensión de los recortes de impuestos de la era Bush titulada "¡Gracias por el recorte de impuestos!" 
David apareció como panelista en la serie de la NBC The Marriage Ref y también interpretó a la hermana Mary-Mengele en el reboot de The Three Stooges en 2012. David coescribió y protagonizó la película de HBO en 2013, Clear History. 
David escribió y protagonizó la obra de Broadway Fish In The Dark. También aparecieron Rita Wilson, Jayne Houdyshell y Rosie Perez. La obra se centra en la muerte de un patriarca familiar. Empezó a representarse el 5 de marzo de 2015. Jason Alexander asumió el papel de David en julio. La obra estuvo en cartel hasta agosto. A partir del 1 de febrero de 2015, su venta anticipada recaudo 13,5 millones de dólares, había batido récords para un espectáculo de Broadway.
En 2015 y 2016, David tuvo varias apariciones como invitado representando a Bernie Sanders, candidato presidencial de los EE. UU. 2016, en Saturday Night Live; también presentó el espectáculo el 6 de febrero de 2016, con el invitado musical The 1975 y un cameo del propio Sanders. En el verano de 2017, se supo a través de la investigación genealógica, que es muy probable que David esté realmente relacionado con Sanders de alguna manera.

## Vida personal
David se casó con Laurie Lennard el 31 de marzo de 1993. Tienen dos hijas, Cazzie Laurel (n. 10 de mayo de 1994) y Romy March (n. 2 de marzo de 1996). David y su esposa se convirtieron en bloggers contribuyentes en The Huffington Post en mayo de 2005. Laurie David solicitó el divorcio el 13 de julio de 2007, citando diferencias irreconciliables y buscando la custodia conjunta de las dos hijas de la pareja.
Una prueba de ADN, realizada como parte de la serie de PBS Finding Your Roots en octubre de 2017, demostró que Larry David y el senador de Vermont Bernie Sanders, a quien David hizo una parodia de los sketches de Saturday Night Live durante las primarias presidenciales del Partido Demócrata en 2016, son de hecho, primos lejanos de ascendencia judía ashkenazi compartida. 
David es ateo y ha expresado su opinión de que la religión debe ser ridiculizada.
A partir de 2013, el patrimonio neto estimado de David fue de 900 millones de dólares Sin embargo, la estimación según un exreportero de Reuters no tiene en cuenta el divorcio. David también disputa la cifra, diciendo que no tiene nada cerca de esa cantidad.

## Premios y nominaciones
- Nominado a un premio Emmy por Mejor actor invitado en una serie de comedia por su trabajo como presentador en el episodio "Larry David / The 1975" de Saturday Night Live, en 2016.
- Nominado a un Premio Emmy a la Escritura Sobresaliente por una Serie de Comedia por varios episodios de Seinfeld desde 1991 hasta 1994.
- Ganó un Premio Emmy a la Mejor Escritura por una Serie de Comedia por el episodio de Seinfeld, "The Contest", en 1993.
- Compartió un premio Emmy a la Mejor serie de comedia para Seinfeld con el cocreador, Jerry Seinfeld.
- Nominado para un premio Golden Globe a Mejor Actor en una Serie de Televisión - Musical o Comedia por su papel en Curb Your Enthusiasm en 2002, 2004 y 2005.
- Votado por compañeros comediantes y expertos en comedia como el número 23 de las mejores estrellas de comedia en una encuesta para seleccionar Comediante del comediante.[4]
- Nominado a un Premio Emmy a Mejor Actor Principal en una Serie de Comedia por su papel en Curb Your Enthusiasm en 2003, 2004, 2006, 2010, 2012 y 2018.
- Premio Laurel por Logros de Escritura en Televisión del Gremio de Escritores de América en 2010.

## Filmografía

### Película
| Año  | Título                                 | Papel                                           | Notas                        |
| ---- | -------------------------------------- | ----------------------------------------------- | ---------------------------- |
| 1977 | Sucedió en Lakewood Manor              | Cameo en la multitud cerca del hotel            |                              |
| 1983 | ¿Puede ella hacer un pastel de cereza? | Amigo de mort                                   |                              |
| 1983 | Segundos pensamientos                  | Monroe clark                                    |                              |
| 1987 | Días de radio                          | Vecino comunista                                |                              |
| 1989 | Historias de Nueva York                | Gerente de teatro                               |                              |
| 1998 | Uvas agrias                            | Studio Executive / Doctor molesto / Singing Bum | También escritor y director. |
| 2004 | Envidia                                |                                                 | Productor ejecutivo          |
| 2009 | Lo que sea que funcione                | Boris Yelnikoff                                 |                              |
| 2012 | Los tres chiflados                     | Hermana mary mengele                            |                              |
| 2013 | Borrar historia                        | Nathan Flomm                                    | También escritor             |
| 2017 | Tiro largo                             | Él mismo                                        |                              |

### Televisión
| Año         | Título                            | Papel                | Notas                                                                  |
| ----------- | --------------------------------- | -------------------- | ---------------------------------------------------------------------- |
| 1980–1982   | Los viernes                       | Varios               | 54 episodios; también escritor                                         |
| 1984–1985   | Saturday Night Live               | Varios               | 18 episodios; también escritor                                         |
| 1989–1998   | Seinfeld                          | Varios               | 180 episodios; También cocreador, escritor y productor.                |
| 1993        | Guerra de amor                    | Él mismo             | Episodio: "No lo llamemos amor"                                        |
| 1999        | Larry David: frenar tu entusiasmo | Larry David          | Especial de una hora; También creador, escritor y productor ejecutivo. |
| 2000 – 2024 | Curb Your Enthusiasm              | Larry David          | También creador, escritor y productor ejecutivo.                       |
| 2004        | Séquito                           | Él mismo             | Episodio: "Nueva York"                                                 |
| 2007        | Hannah Montana                    | Él mismo             | Episodio: "El novio de mi mejor amigo"                                 |
| 2011        | El show de Paul Reiser            | Él mismo             | Episodio: "La ocupación del padre"                                     |
| 2013        | Borrar historia                   | Nathan Flomm         | Cine de televisión; también escritor y productor                       |
| 2014        | TripTank                          | Él mismo (voz)       | Episodio: "Roy & Ben's Day Off"                                        |
| 2015        | La Liga                           | Ruxin futuro         | Episodio: "La Gran Noche de Shiva"                                     |
| 2015–2017   | Saturday Night Live               | Bernie Sanders       | 7 episodios                                                            |
| 2016-2017   | Saturday Night Live               | Él mismo (anfitrión) | 2 episodios                                                            |
| 2016        | Maya y marty                      | Él mismo             | Episodio: "Jimmy Fallon & Miley Cyrus"                                 |

## Teatro
| Año  | Título                 | Papel         | Notas                           |
| ---- | ---------------------- | ------------- | ------------------------------- |
| 2015 | Pescar en la oscuridad | Norman drexel | También escritor Teatro de cort |

## Otras lecturas
- La historia de Larry David: biografía de un universo paralelo
- Pretty, Pretty, Pretty Good: Larry David y The Making of Seinfeld and Curb Your Enthusiasm por Josh Levine (ECW Press, 2010)